# 미야자키 우이
미야자키 우이(일본어: 宮崎 羽衣 みやざき うい[*])는 일본의 성우. 도쿄도 출신. 81프로듀스 소속.

## 대표 출연작
- 공주님 조심하세요 - 나나
- 꼬마여신 카린 - 카즈사
- 나이트 위저드 - 시호우 에리스
- 다카포 시리즈
  - D.C.S.S., D.C.II 시리즈(19금판 제외) - 아이시아
  - D.C.III(19금판 제외) - 요시노 샤를(샤를 마로스)
- 두근두근 마녀신판 - 히로 소피
- 라스트오리진 - 프로스트 서펀트, 철혈의 레오나, GS-10 샌드걸
- 마나케미아 ~학원의 연금술사들~ - 안나 레믈리
- 마나케미아 2 떨어진 학원의 연금술사들 - 뿌니요
- 매지션즈 아카데미 - 하세가와 스즈호
- 매지컬 카난(TV판) - 코지마 에미
- 메모리즈 오프 6 ~T-wave~ - 카스가 유우노
- 쇼콜라 -메이드 카페 큐리오- ps2판 - 유우키 스즈
- 스모모모모모모 ~지상 최강의 신부~ - 미야모토 이로하
- 스트로베리 패닉! - 나츠메 레몬
- 알 토네리코 세계의 끝에서 계속 노래하는 소녀 - 오리카 네스트밀, 하마, 뮤르
- 알 토네리코 2 세계에 울리는 소녀들의 창조시 - 쟈크리
- 카노콘 - 타카나 키리코
- 크림슨 엠파이어 - 릴리 카펠라
- 파르페 -쇼콜라 세컨드 브루- ps2판 - 카자미 유이
- 파이트일발! 충전쨩!! - 오우미 하코
- Chaos;HEAd - 니시죠 나나미
- L@VE ONCE - 타치바나 나고미
- Sdorica -sunset- - 야미츠키